# صبح بخیر، بابل
صبح بخیر، بابـِل (ایتالیایی: Good morning Babilonia) یک فیلم درام ایتالیایی-فرانسوی به کارگردانی برادران تاویانی است که در سال ۱۹۸۷ منتشر شد. این فیلم در بخش خارج از مسابقه جشنواره فیلم کن ۱۹۸۷ به نمایش درآمد. فیلم در کشور خود با موفقیت انتقادی و مالی روبه‌رو شد و برنده روبان نقره‌ای برای بهترین طراحی لباس شد و همچنین نامزدی روبان نقره‌ای بهترین بازیگر نقش مکمل مرد را نیز به‌دست‌آورد.

## بازیگران
- وینسنت اسپانو
- ژواکیم دی آلمیدا
- گرتا اسکاکی
- اومرو آنتونوتی
- مارگاریتا لوسانو
- چارلز دنس
- دزیره نوسبوش
- دیوید براندن